# 茲林Z 37
茲林Z 37 Čmelák（捷克語意思：大黄蜂）是一款單引擎農業飛機，由捷克斯洛伐克的莫拉凡飛機製造公司製造，於1965-1987年間生產了約713架。

## 設計及發展

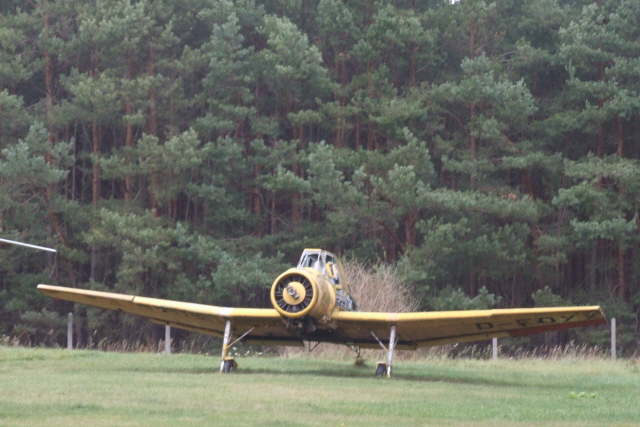
Z37

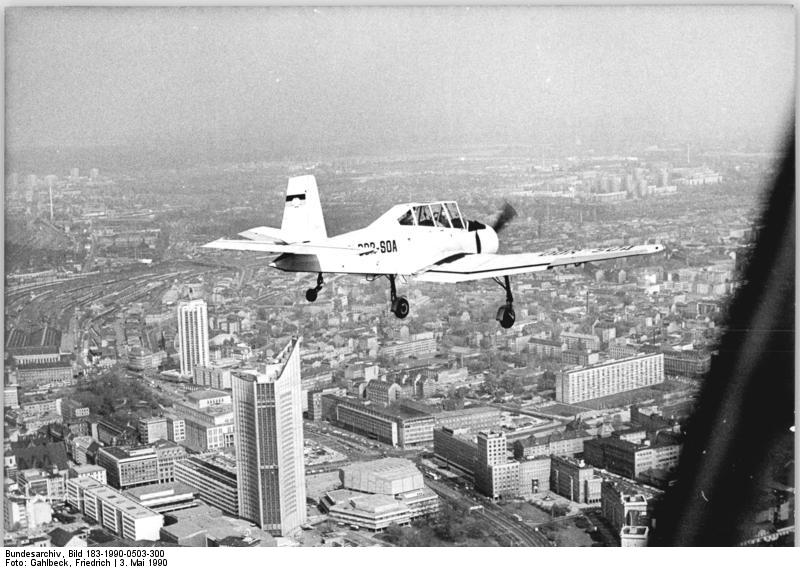
萊比錫上空的Z37

Z 37是捷克斯洛伐克公司的第一個專門設計，开发工作由Let Kunovice及莫拉凡2家公司共同进行。Z 37的首架原型機，XZ-37，於1963年6月29日首飛。此飛機為一款懸臂式低翼單翼機，機體為管狀金屬，機翼及升降舵由硬鋁包圍，起落架是固定的。駕駛艙是位於一台315馬力引擎的正後方，駕駛艙後方是化學貯液槽，飛機的噴霧器位於位於機翼下方。此設計為飛行員提供良好的觀察環境，但在緊急降落時會有潛在的危險。另一名機組人員的座位是在貯液槽的後方，座位方向與飛行員相方。Z 37另有一款貨運型，把貯液槽的空間改為存放貨物，而Z-37-3型則可載3人。
飛機在1965年開始以Z-37型號投產，1971年Z-37A型投產，強化了機體，至1975年結束生產線，及後在1983-1984年又重開，共生產了677架，包括27架雙座位的Z-37A-2教練機。
1981年9月6日XZ-37T原型機進行首飛，採用Walter M-601B渦槳引擎。後來生產多兩架原型機，採用馬力較低的M-601Z引擎Z-37T Agro Turbo於1983年7月12日及12月29日首飛。除了引擎改變外，飛機翼展面積亦增加了，允許機翼小翼。
Z-37T於1985年至1994年間投產，包括一些Z-37T-2教練機，共生產了51架。後來此型號改稱為Zlin Z-137T。

## 型號
- XZ-37- 原型機
- Z-37 - 首款量產型，於1965-1971年生產
- Z-37A - 強化型，於1971-1975年，及1983-1984年生產，約650架
- Z-37A-2 - 雙座位型教練機型，生產了27架
- Z-37A-3 - 3乘客型，座位背向
- XZ-37T - 採用Walter M-601B渦槳引擎的原型機，於1981年完成
- Z-37T Agro Turbo - 採用Walter M-601Z渦槳引擎，增加了翼展面積，於1985-1987年間生產，共28架
- Z-37T-2 - 於1985-1987年間生產的教練機型
- Z-137T - 後期型號

## 使用者
捷克
 东德
 芬兰
 匈牙利
 印度
 伊拉克
 英国
 南斯拉夫

## 性能(Z-37A)

Z-37

基本信息
- 机组：2 人

性能